# A tanú (Így jártam anyátokkal)
A tanú az Így jártam anyátokkal című televízió-sorozat hetedik évadának első, évadnyitóepizódja. Eredetileg 2011. szeptember 19-én vetítették, míg Magyarországon 2012. október 15-én.
Ebben az epizódban Ted felidézi az esküvője miatt ideges Barneynak, hogy milyen volt az, amikor Marshall tönkretette Punchy esküvőjét. Robin vívódik, hogyan mondja el Barney iránt érzett érzelmeit.

## Cselekmény
Jövőbeli Ted elmeséli a gyerekeinek, milyen fontos az időzítés – ha nem lett volna időzítés, sosem találkozott volna az anyjukkal, méghozzá egy esküvőn. Nem másén, mint Barney-én, és egy a nézők számára ismeretlen nőén. Barney síkideg, mert szerinte rossz nyakkendőt választott, és abban sem biztos már, hogy a megfelelő nőt veszi el. Pánikrohamában attól tart, hogy ez lesz minden idők legrosszabb esküvője, de Ted megnyugtatja: az nem lehet, mert az Punchy (Öklös) esküvője volt, amit Marshall tönkretett.
2011 szeptemberében Ted éppen a tanúként tartandó beszédére készült a bárban. Tanácsot kér a többiektől, hogy milyen legyen, mire Robin megkérdi, hogy ez miért olyan fontos. Ted azt mondja, hogy már jó pár esküvőn mondott köszöntőt, és mindegyik rosszul sült el. Barney szerint hagyja a beszédet, hiszen Ted nemrég jelent meg a New York magazin címlapján, mint a város feltörekvő új építésze, és ezzel kitűnően lehetne csajozni. Robin erre megmondja Barneynak, hogy ne adjon csajozási tippeket Tednek, hiszen ő még Norát sem merte felhívni, pedig megadta a számát. MIközben Barneyt cukkolják, Robin felajánlja, hogy hoz egy kör italt, de Lily és Marshall azt mondják, hogy ne. Ugyanis Lily azt akarja, hogy addig ne mondják el senkinek, míg nem lesz legalább 3 hónapos terhes. Így nem ihat alkoholt, azt viszont senki nem tudhatja meg, hogy miért.
Punchy esküvőjén Barney számos kísérleti módszert vet be a nők elcsábítására, amelyeket sikeresség esetén New Yorkban is bevethet. Punchy üdvözli a vendégeket és itallal kínálja őket. Lily nem ihatja meg, ezért titokban Marshall issza meg mindkettejükét, így hát nagyon gyorsan lerészegedik. Robin eközben megpróbálja leplezni Barney iránti érzelmeit, amit Lily is észrevesz. Robin szerint értelmetlen lenne próbálkoznia, hisz egyszer már megpróbálták együtt és nem sült el jól. Lily szerint van köztük kémia, és ezt Barney is érzi, hiszen nem hívta fel Norát, és a csajozós módszerei is félig-meddig szándékoltan bénák. Eközben Ted pánikba esik a beszéde miatt, mikor megtudja, hogy a násznép csak erre vár – a legutóbbi alkalmak során ugyanis mindig kiborult valami miatt, és mindenki azt várja, hogy most miért fog sírni. Barney szerint kezdjen el inkább hencegni a nála lévő magazinnal. Ted nem teszi meg, a részeg Marshall viszont igen. Megpróbálja több embernek is bemutatni Tedet, de végül teljesen elvonják a figyelmét a jelenlévő kisbabák.
Lily szerint Robinnak vagy meg kellene mondania, hogy mit érez Barney iránt, vagy azt, hogy nem akar tőle semmit, így mindketten továbbléphetnek. Robin megpróbál beszélni vele, de ekkor Barney odalép hozzá és szenvedélyesen táncolni kezdenek. Ezután pedig mielőtt Robin egy szót is szólhatna, elkezd csörögni Barney telefonja: Nora hívja. Kiderül, hogy Barney igenis hívta őt, legalább ötször, és Robintól kér tanácsot, mit mondjon neki. Robin a saját érzéseit önti szavakba, amiket diktál neki, ő pedig telefonon keresztül mondja Norának, aki ennek hatására ad neki egy második esélyt. Eközben Marshall tettenéri Lilyt, ahogy egy kisbabát fog a kezében, és ennek hatására úgy érzik, nem tartják titokban a dolgot, hanem elmondják mindenkinek.
Robin kimegy a teraszra, ahol megosztoznak egy szivaron. Mindketten rosszul érzik magukat: Robin nem mondja el az okát, Ted pedig azért, mert látja, hogy az összes gimis barátjának családja és gyerekei vannak, miközben neki csak a karrierje van. Úgy érzi már, hogy soha nem fogja megtalálni a Nagy Őt. Robin felbárotítja kicsit, hogy újra kezdjen el hinni, és hogy ne sírjon a köszöntő előtt – elmondja, hogy a kémia mellett fontos az időzítés. Ekkor azonban mindannyian összegyűlnek a teraszon, és Lily bejelenti, hogy terhes. Nem sokkal később Ted a beszéde közben megint elsírja magát, amin a násznép egy része nevet és videóra veszik. A részeg Marshall ekkor átveszi a mikrofont Tedtől, és közli, hogy ezek örömkönnyek, mert a legjobb barátjának a neje terhes. Csakhogy Punchy felesége rögtön visszakérdez, hogy ezt honnan tudta – kiderül, hogy ő is terhes, csak még nem mondták el senkinek, és azt hitte, hogy róluk van szó. Erre kitör a botrány a szülők között, akik először összevesznek, majd összeverekednek.
Előreugorva a jelenbe, Ted megnyugtatja Barneyt, hogy minden rendben lesz az esküvőn. Ekkor megjelenik Lily és közli, hogy a menyasszony látni szeretné – Barney pedig Lily megjegyzésére nyakkendőt vált.

## Kontinuitás
- Barney ismét a kedvenc számát, a 83-ast használja, amikor a sikerességi mutatójáról beszél.
- A Tedről szóló cikkben megjegyzik, hogy az ő tervei alapján épült a Spokane Nemzeti Bank épülete ("Jogi praktikák"), és hogy a Vandelay, Druthers & Brody cégnél dolgozott.
- Ted az alábbiak miatt borult ki a köszöntői közben: otthagyták az oltárnál ("A Shelter-sziget"), kirúgták a GNB-től ("Vén Clancy király"), és hogy a cége, a Mosbius Designs tönkrement ("Az ugrás").
- Barney a nyakkendőt használja metaforaként az esküvő miatti szorongása kifejezésére. "Az ugrás" című epizódban az öltönyöket használja, amikor az ő és Ted Robinnal kapcsolatos dolgairól beszél.
- A Tedről szóló magazin címoldalán az olvasható, hogy "Willem... Defoe!". A "Robotok a pankrátorok ellen" című epizódban Marshall viccelődött azzal, hogy Willem Dafoe színész neve olyan, mintha egy papagáj beszélgetne egy békával.

## Jövőbeli visszautalások
- A magazin címlapján szerepel a Honeywell & Cootes, amely Marshall munkahelye lesz "A meztelen igazság" című epizódtól. Utalás történik továbbá a "Rejtély kontra tények" című részre, és arra, hogy a Kapitány randevúzik valakivel.
- A következő epizódban Marshall még mindig másnapos, Barney találkozik Norával, Ted pedig a magazinfotójával csajozik.
- Barney "A kacsás nyakkendő" című epizódban egy fogadás eredményeként új nyakkendőt kap – erre az epizód végén Jövőbeli Ted utal is.
- Barney menyasszonya "A mágus kódexe" című epizódban lepleződik le.
- Barney a "Farhampton" és a "Vulkanikus" című epizódokban is nehezen választ nyakkendőt.
- A "P.S. Szeretlek" című rész tanúsága szerint Jeanette azóta követte Tedet, hogy a magazin címoldalán megjelent a képe.

## Érdekességek
- A "Homokvárak a homokban" című epizódban Ted és Punchy telefonon beszéltek egymással, és Punchy ekkor azt állította, hogy az apja meghalt. Ted még részvétet is nyilvánított. Ebben az epizódban viszont nagyon is életben van.
- Az esküvő tematikája a Cleveland Browns csapat, minden ennek megfelelően van díszítve.
- Barney és Robin tánca megegyezik azzal, amit Patrick Swayze és Cynthia Rhodes táncoltak a Dirty Dancing elején.
- A "Classic Izmosby Remix" ténylegesen elkészült, és a sorozat dalait tartalmazó albumra is felkerült.

## Vendégszereplők
- Chris Romansky – Punchy (Öklös)
- Joe Nieves – Carl
- Stefanie Black – Kelly
- Steve Tom – Kelly apja

## Zene
- Deee-Lite – Groove Is In The Heart